# Arthur van Schendel (schrijver)
Arthur François Emile van Schendel (Batavia (Nederlands-Indië), 5 maart 1874 – Amsterdam, 11 september 1946) was een Nederlandse schrijver van een omvangrijk oeuvre. Tot zijn bekendste romans behoren Een zwerver verliefd, Het fregatschip Johanna Maria, Een Hollands drama en De wereld een dansfeest.

## Leven
Van Schendel verloor op jonge leeftijd zijn vader, luitenant-kolonel van het Indische leger Charles George Henri François van Schendel. Na zijn hbs-opleiding te Amsterdam werd hij eerst opgeleid voor het toneel, daarna voor het onderwijs. Vervolgens was hij enige tijd docent in Engeland en leraar Engels in Nederland. Na drie jaar huwelijk verloor Van Schendel zijn eerste vrouw; hij hertrouwde in 1908, vestigde zich als literator eerst te Ede en later in Sestri Levante, Italië, tot 1945.
Van Schendel was een bewonderaar van Gorter. Hij had veel vrienden in de literaire wereld: naast Gorter onder andere Willem Witsen, Willem Kloos en Albert Verwey. Later maakte hij kennis met Jan Toorop en Aart van der Leeuw (met wie hij een uitgebreide correspondentie voerde over stijlkwesties), Henriette Roland Holst en haar man Richard Roland Holst.
Opmerkelijk is dat Van Schendel zijn in Italië spelende romans in Nederland schreef en zijn in Nederland spelende romans in Italië.
In 1938 werd Van Schendel door drie hoogleraren Nederlandse letterkunde - N.A. Donkersloot, P.N. van Eyck en C.G.N. de Vooys - officieel voorgedragen voor de Nobelprijs voor Literatuur.
Na de bevrijding van Italië ging Van Schendel de straat op en kreeg daar een hersenbloeding. Vanaf dat moment was hij gedeeltelijk verlamd. Hij werd naar Nederland vervoerd, maar bleef sukkelen met zijn gezondheid en overleed in september 1946 te Amsterdam.
Postuum werd Arthur van Schendel de eerste P.C. Hooftprijs (1947) toegekend voor zijn proza.
Zijn zoon, ook Arthur F.E. van Schendel (1910-1979) genaamd, was hoofddirecteur van het Rijksmuseum Amsterdam; zijn kleinzoon, ook Arthur van Schendel, was jarenlang directeur van het Amsterdamse UitBuro en hoofd Communicatie van de Gemeente Amsterdam.

## Werk

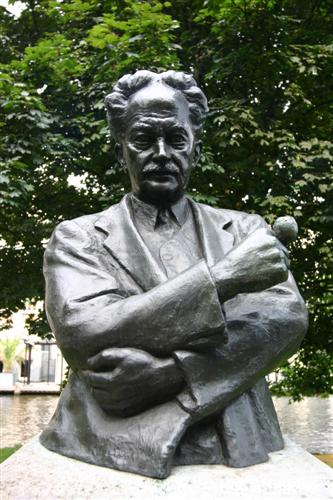
Arthur van Schendel, borstbeeld van Jobs Wertheim in Amsterdam

#### Vroege (Italiaanse) periode
Al in zijn eerste publicatie, het middeleeuwse verhaal Drogon (1896, met illustraties van Marius Bauer), toonde Van Schendel zich een onafhankelijk auteur: een vroege symbolist in een tijdvak van heersend naturalisme. Zowel zijn keuze van de middeleeuwen als achtergrond als de sfeer van noodlot en mysterieus voorgevoel wekte bewondering. Na Drogon volgden de korte neoromantische romans Een zwerver verliefd (1904) en Een zwerver verdwaald (1907), die Van Schendel zijn eerste bekendheid gaven. Beide zwerversromans lijken met hun bijna plaats- en tijdloze avontuurlijkheid als verbeeldingen van een volstrekt vrij bestaan, vol geluksverlangen, eenzaamheid en melancholie. Het symbolische karakter ervan is onmiskenbaar.

#### Hollandse periode
Na de sfeer van de zwerversromans in Merona. Een edelman (1927) nog eenmaal, zij het somberder, verbeeld te hebben, begon Van Schendel met Het fregatschip Johanna Maria (1930) aan een nieuwe periode, gekenmerkt door een voorkeur voor de negentiende eeuw en de aanwending van een concretere, realistische stijl. Het boek bezorgde de 55-jarige schrijver de aanmoedigingsprijs van de Maatschappij der Nederlandsche Letterkunde te Leiden, en een grote lezerskring. Na deze roman volgen nog een aantal qua stijl en thematiek vergelijkbare 'Hollandse' romans, waaronder Jan Compagnie (1932), De Waterman (1933), Een Hollands drama (1935) en De grauwe vogels (1937). In een kroniekachtige weergave beschrijft hij daarin het lot van Hollandse burgers, schippers, handelaars en tuinders, wier kleine bestaan wordt beheerst door het wijsgerig-religieuze dilemma van het determinisme of de vrije wil, noodlot of toeval, erfelijkheid of omstandigheden, menselijke zonde of Gods genade. In de toonzetting van een rustig-epische stijl blijven de grondvragen van het naturalisme aanwezig.

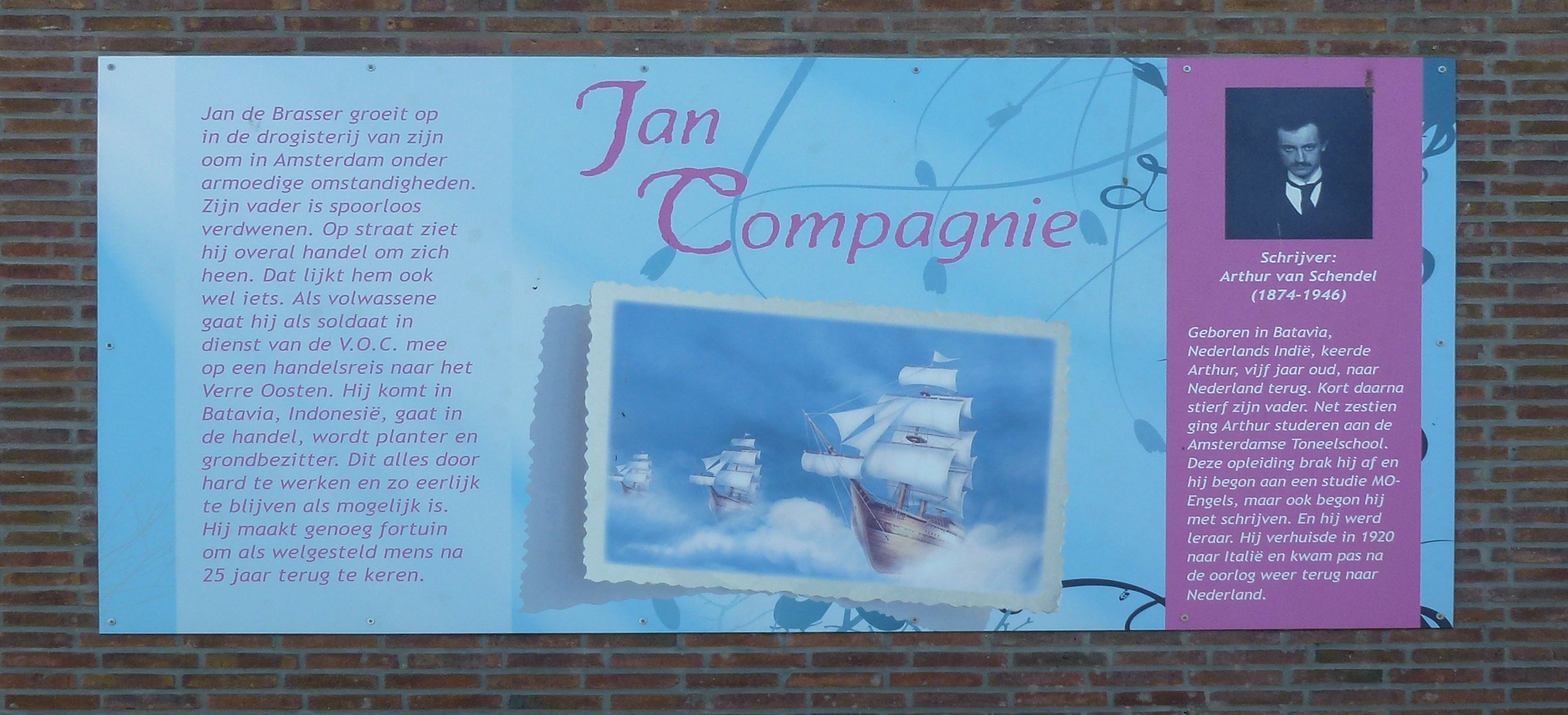
Jan Compagnie, gevelpaneel in Gouda

#### Late periode
In zijn late werken (door biograaf Van Heerikhuizen ook wel zijn "fantastische" periode genoemd), introduceert Van Schendel een opnieuw gewijzigd mensbeeld: in De wereld een dansfeest (1938) doet hij afstand van een alwetend schrijverschap. Hij geeft zijn figuren een dimensie van onkenbaarheid door ze voornamelijk te laten bestaan in de wisselende verhalen van hun omgeving, of in de algemene wetmatigheden van de generaties. Goed voorbeeld hiervan is Het oude huis (1946). Na het wezen van de mens eerst als verlangen te hebben begrepen en verbeeld, daarna als kruispunt van wetmatigheid en geweten, besluit Van Schendel zijn schrijverschap met een levensvisie van veelvuldige schijn om een kern van ondoorgrondelijkheid heen.

#### Novellen
Van Schendel was ook novellist. Tot zijn eerste periode behoort Maneschijn. In de jaren dertig schreef hij talloze bijdragen in het Haagse dagblad Het Vaderland, waarin kenmerken zowel van de tweede als de derde periode duidelijk aanwijsbaar zijn. Samengebracht in talrijke bundels, vertegenwoordigen zij "een groot schrijverschap in een klein bestek".

## Prijzen
- 1931 - C.W. van der Hoogtprijs voor Het fregatschip Johanna Maria
- 1933 - Tollens-prijs voor zijn gehele oeuvre
- 1947 - P.C. Hooft-prijs voor Het oude huis

### Vertalingen
- 1904 - Marianna Alcoforado. Minnebrieven van een Portugeesche non (Marianna Alcoforado)

## Over Arthur van Schendel
- Hans Anten, Wilbert Smulders, Joke van der Wiel, Nawoord. In: Hans Anten, Wilbert Smulders, Joke van der Wiel (ed.), Arthur van Schendel, Drie Hollandse romans. De waterman, Een Hollands drama, De grauwe vogels. Amsterdam, 2010, p. 495-552. (Deltareeks).
- Beschouwingen over Arthur van Schendel, Amsterdam, 1976 ISBN 90-290-0803-2
- Henk Buurman, Over Een Hollands drama van Arthur van Schendel, Amsterdam, 1979 ISBN 90-6287-874-1
- Henricus Petrus Antonius van Eijk, Mededelingsvormen bij Arthur van Schendel. Een stilistisch onderzoek, Assen, 1965 (proefschrift)
- G.H. 's-Gravesande, Arthur van Schendel. Zijn leven en werk, Amsterdam, 1949
- Jan Greshoff, Arthur van Schendel. Amsterdam, [1934]
- F.W. van Heerikhuizen, Arthur van Schendel. Pessimist tegen wil en dank, Leiden, 1969
- Frederik Willem van Heerikhuizen, Het werk van Arthur van Schendel. Achtergronden, karakter en ontwikkeling, Amsterdam, 1961 (proefschrift)
- R. Pulinckx, Arthur van Schendel. Zijn werk en zijn beteekenis, Diest, 1944
- L. Turksma, Het goede leven. Het werk van Arthur van Schendel. Een nieuwe analyse met samenvattingen van de inhoud en commentaren, Amersfoort, 1987
- Sonja Vanderlinden, De dansende burger. A. van Schendels sociale visie, Louvain-la-Neuve, 1980 (proefschrift)
- Charles Vergeer, Arthur van Schendel, 's-Gravenhage, 1983 ISBN 90-6291-144-7
- Charles Vergeer, Gewezen en gemaskerd. Over de jonge Arthur van Schendel, Leiden, 1988 ISBN 90-6412-071-4
- G.H.'s-Gravesande, Bibliographie van Arthur van Schendel. 1936